# BFG (武器)
BFG（ビーエフジー）は『Doom』や『Quake』などのid Softwareのファーストパーソン・シューティングゲームシリーズに登場する架空の武器である。
BFGは「ビッグ・ファッキング・ガン」（Big Fucking Gun）の略語であり、トム・ホールのオリジナルのDoomのデザイン文書および『Doom II：Hell on Earth』のユーザーマニュアルにて記述がある。一方、『Quake II』の説明書には、「Big、Uh、Freakin 'Gun」の略と記載されている。この婉曲的な表示は、BFGのより下卑た名前を示唆している。また、映画『DOOM』に登場する同様の武器は「バイオ・フォース・ガン」（Bio Force Gun）の略称とされている。『Doom』に登場するバージョンは「BFG 9000」と呼ばれ、 『Quake』のバージョンは「BFG 10K」と呼ばれる。

## 外観

### Doom
この武器は、第一作である『DOOM』のプレスベータ版を初出としており、同バージョンにおいて、BFG 9000は一発ごとに80個の小さなプラズマ球（ランダムに緑または赤）の雲を放出した。
Computer Gaming Worldは、最初の商用DoomゲームのBFG 9000を「究極の武器」と表現した。巨大な緑のプラズマ球を発射する大型のエネルギー兵器であるBFGは、ゲーム内で最も強力な武器であり、ほとんどの種類の敵に致命的な大ダメージを与え、一発で視界内の敵を全滅させることもできる。プレイヤーはスプラッシュダメージの影響を受けないため、他のいくつかの強力な武器とは異なりBFG 9000を至近距離で安全に使用することができる。最初の『Doom』では、この武器はエピソード3と4でのみ取得できる。 BFG 9000は、『Doom II：Hell on Earth』『Final Doom』『Doom 64』『Doom RPG』にも実質的にそのままの状態で登場する。
BFGのゲーム内メカニクスは2つの要素からなる。実際の発射物の直撃によって大ダメージを与えた直後、発射したプレーヤーから放射線状に即着弾判定が大量に放たれ、さらなるスプラッシュダメージが与えられる。これにより、武器の壊滅的な影響範囲が増加する。ゲームコードの内部動作に関する1つの奇妙な点は、BFGのスプラッシュダメージ判定はプレーヤーがショットを発射した方向を記憶しているが、位置を覚えていないことである。つまり、プレーヤーはまったく別の部屋にまで遠くへ移動していても、発射物が衝突するタイミングでその部屋にいる全ての敵にダメージを与えることができる。

### 他のバージョン
『Doom 3』ではBFG 9000は荷電兵器であり、発射前に引き金を引き続けると武器にエネルギーが蓄積され、より強力な攻撃を行える。BFGにエネルギーを過剰に蓄積させると、オーバーヒートして爆発し、プレーヤーは即死する。
『Quake II』と『Quake III Arena』は、BFG 9000へのオマージュとしてBFG10Kが登場し、このうち『Quake II』では、範囲内と照準線の任意の敵に光線を放射する低速のプラズマの塊を発射する。一方、『Quake III Arena』ではは、一連の高速プラズマオーブを発射し、ロケットランチャーのように機能する（ロケットジャンプはBFG10Kでも行える）。Quake IIIのBFG10Kは、『OpenArena』（外観は異なるが動作は同じ）と『Quake Live'（特性が少し変更されている）にも登場する。『Rage』では、BFG 9000のオマージュとして、「BFG弾」の発射に対応した「オーソリティパルスキャノン」（Authority Pulse Cannon）と呼ばれる武器が登場しているほか、アバランチスタジオが開発した『Rage 2』ではBFG 9000そのものが登場する。
映画『DOOM』では、「バイオフォースガン」（bio force gun）という名称で登場しており、明るい青色の物体を放つことができる。この発射物が衝撃で破裂することにより、標的とその周囲の領域に苛性物質を浴びせる。 続編の『アナイアレーション』でもBFGが登場する。こちらは緑色のプラズマ光線を発射し、命中した敵を粉砕する。また派生型として、BFGの強力なエネルギーを手榴弾に転用したプラズマ・グレネードも登場した。
BFGは2016年のリブートで再登場するが、最初の2つの外観とは異なり、『Quake II』でのBFGのメカニズムに従って、エリア内すべての敵にビームを放射する発射物を発射する。 ゲーム自体はゲーム内またはゲーム内コーデックスエントリのどちらにおいても「BFG」の頭字語は解明されないが、BFGを含むゲームのキャンペーンの最終ステージの1つのチャレンジでは、元の下品な名前を考慮して「ビッグ・[編集済み]・ガン」と呼ばれている。同作のピンボール化作品では、BFGは「ビッグ・ファンシー・ガン」と呼ばれ、ドゥームスレイヤーが入手できる最も強力な武器であり、集めることでプレーヤーに追加のボールが付与される。 また、2020年版の『Doom Eternal』にも登場するが、機能的には2016年版と同一である。これは、ドゥームスレイヤーが火星の表面に穴を空けるために用いた火星の衛星フォボスに設置された巨大惑星間砲「BFG 10000」の主要コンポーネントとして導入されている。

## 評価
BFG 9000はUGO.comの「史上最高のコンピュータゲーム武器リスト」で2位にランクインしており、「素晴らしく複雑なものであり、この武器を史上最高のものの1つとすることをためらうべきではない」というコメントが寄せられた。X-Playは、最高に「イカす」武器リストでBFGを1位に位置付け、「グラビティガンほど派手ではない」が、「本当に私たちを卒倒させた」最初の武器であると述べた。IGNはまた、IGNの「コンピュータゲームで最高の武器100選」では2位にランクインしており、「BFGは強力なゲーム内武器に関して私たちが期待すべきことを正確に確立した」というコメントが寄せられた。Machinima.comは、最高のコンピュータゲームの武器リストでBFGを一番に位置付け「これがリストの1位である理由が本当に必要か？」と述べた。

## BFR
「BFR」は、2017年9月にイーロン・マスクが発表したSpaceXの民間資金による打上げ機のコードネームである。SpaceXの社長グウィン・ショットウェルは、BFRは「Big Falcon Rocket」の略であると述べている。しかし、イーロン・マスクはBFRはコードネームであるが、『Doom』に登場するBFG武器からインスピレーションを得たと説明している。BFRはSpaceX内部とメディアで非公式に「ビッグ・ファッキング・ロケット」（Big Fucking Rocket）と呼ばれていた。上段はビッグ・ファルコン・シップ（非公式には「ビッグ・ファッキング・シップ」）と呼ばれていた。BFRは最終的に正式に「スターシップ」(Starship)に名前が変更された。